# Нейендам, Сигрид
Сигрид Нейендам (дат. Sigrid Marie Elisabeth Neiiendam, 31 мая 1873 — 25 января 1955) — датская театральная актриса.

## Биография
Сигрид Андерсен родилась в Гедведе (Ютландия). Её родителями были школьный директор Йохан Хенрик Андерсон и Софи Фредрикка Расмуссен.
Детство Сигрид прошло на острове Мён, где её отец заведовал школой Rødkilde Højskole. Впоследствии в своих мемуарах Sigrid Neiiendam fortæller, вышедшей в 1943 г., она вспоминает, как она там начала подражать разным людям, посещавших школу, что стало основой для ее театральной работы.
В 1888 г. Сигрид сдала вступительные экзамены в театральную школу Королевского театра. Среди её преподавателей были актёр Олаф Поулсен и театральный режиссёр Блох, Вильям.
В 1893 г. Сигрид перешла в театр Dagmar Teatret, где исполняла роль Йоханны в постановке Ungdomsleg Лета Хансена. Она некоторое время путешествовала с отцом по всей Дании, затем её пригласили в театр Folketeateret в Копенгагене, где она была занята в современных пьесах по произведениям Густава Вида, Яльмара Боргстрёма, Эммы Гад, Палле Розенкранца. Её игру критики охарактеризовали как удивительно живую и забавную.
В июле 1901 г. Сигрид вышла замуж за Роберта Нейендама и взяла себе его фамилию.
В 1911 г. театральный режиссёр Карл Манциус снова принял Сигрид в Королевский театр Дании, в котором она оставалась до 1942 г. За это время она исполнила почти 200 ролей в различных пьесах, в том числе по произведениям Людвига Хольберга: Den Stundesløse, Barselstuen, Erasmus Montanus и др. Успеху Сигрид способствовало то, что она умела мастерски изображать разные диалекты речи, часто играла персонажей родом из Ютландии. Театральный критик Фредерик Шюберк считал, что её значение в датском театре определялось двумя факторами: очарованием Сигрид копенгагенской аудиторией введением сельских персонажей и тем, как она умело играла персонажей произведений Хольберга.
Кроме театра Сигрид снималась и в кинофильмах: в «Дне гнева» (1943 г.) и Fra den gamle købmandsgård (1951 г.)
Заслуги Сигрид были высоко оценены: в 1922 г. она была награждена медалью Ingenio et Arti, в 1941 г. премией имени Тагеи Брандт и в 1951 г. — премией Бодиль как актриса второго плана в фильме Fra den gamle købmandsgård.
Сигрид ушла из жизни в 1955 г. в Фредериксберге.